# Francesca Remigi
Francesca Remigi (* 1996 in Bergamo) ist eine italienische Jazzmusikerin (Schlagzeug, Komposition).

## Leben und Wirken
Remigi erwarb 2017 ihren Bachelorabschluss im Jazzstudiengang des Conservatorio G. Verdi in Mailand, nachdem sie das Erasmusjahr 2016/17 am Konservatorium Maastricht verbracht hatte. Nach einem Meisterkurs am Königlichen Konservatorium Brüssel studierte sie seit 2020 am Berklee College of Music in Boston. Weiterhin hat sie an Meisterkursen und künstlerischen Residenzen teilgenommen, etwa im Banff Centre for the Arts and Creativity bei Vijay Iyer und Tyshawn Sorey. Zudem wurde sie für das Programm Mutual Mentorship for Musicians ausgewählt, das Jen Shyu und Sara Serpa leiten.
Remigi gehört zum Quartett von Danilo Pérez, aber auch zu Gruppen von Livio Bartolo und Nadav Lavie. Seit 2015 ist neben der Pianistin Monique Chao und der Bassistin Victoria Kirilova Mitglied des Subconscious Trio, das sein Album Water Shapes in Österreich und Italien vorstellte. Gemeinsam mit Patricia Zarate Perez, Camila Cortina und Ciara Paula Moser bildete sie das Quartett Global Jazz Womxn.
Remigis Debütalbum Il Labirinto dei Topi mit ihrer Gruppe Archipélagos wurde 2021 vom Emme Record Label veröffentlicht. Ihr zweites Album The Human Web folgte 2022 auf Habitable Records. Weiterhin arbeitete sie mit Steve Lehman, George Garzone, Kris Davis, Val Jeanty, Nicole Glover, Joachim Florent, Bruno Chevillon, Immanuel Wilkins, Marion Hayden, Ellen Rowe und Sharel Cassity. Sie konzertierte bei internationalen Festivals wie dem London Jazz Festival, dem Bergamo Jazz Festival, Umbria Jazz, Edinburgh Jazz & Blues Festival, DC Jazz Festival oder Panama Jazz Festival. Ferner ist sie Mitglied im Vorstand der italienischen Jazzmusikervereinigung.

## Preise und Auszeichnungen
Remigi hat mehrere Jazzwettbewerbe gewonnen, wie den Barga Jazz Contest 2021 und All You Have to do is Play 2019, und sie war auch einer der Finalisten des Maastricht Jazz Awards 2020 und der Gexto Jazz Competition 2022. Sie erhielt den Nuova Generazione Jazz 2021. 2022 wurde sie mit dem Top-Jazz-Preis 2022 als „bestes neues Talent“ (gemeinsam mit der Geigerin Anais Drago) der Zeitschrift MusicaJazz ausgezeichnet; Archipélagos erhielt den zweiten Preis als „bestes italienisches Projekt des Jahres“.

## Diskographische Hinweise
- Gogoducks: Palladio a Palla! (2024)